# 45 Dywizja Piechoty (III Rzesza)
45 Dywizja Piechoty (niem. 45. Infanterie-Division) – niemiecka dywizja, uczestniczyła w agresji na Polskę i Francję oraz ataku na Związek Radziecki.

## Historia
25 Dywizja Piechoty (25 DP) powstała przez przemianowanie austriackiej 4 Dywizji Piechoty. Formalnie włączona została w skład armii niemieckiej 1 kwietnia 1938, po zajęciu Austrii przez III Rzeszę. W 1939, 45 Dywizja Piechoty wzięła udział w zajęciu Czechosłowacji będąc w składzie IX Korpusu Piechoty 12 Armii.
W 1939 od 1 września dywizja walczyła przeciw Polsce w składzie 14 Armii, Grupy Armii „Południe”. W ramach XVII Korpusu Piechoty zaatakowała pozycje obronne „Armii Kraków”. O godzinie 4.45 jej oddziały przekroczyły granicę Polski w Ligocie Górnej, posuwając się szosą w kierunku na Trzyniec i Cieszyn. 1 września po południu pododdziały jej 135. pułku piechoty przekroczyły Olzę. Przed południem 2 września oddziały Dywizji dotarły przez Goleszów do linii Wisły w Ustroniu i Harbutowicach pod Skoczowem. Po przekroczeniu rzeki na wysokości Górek Wielkich zostały na kilka godzin zatrzymane przez polski ogień artyleryjski i karabinowy ze wzgórza Bucze. 3 września po południu dotarły do Bielska.
W dniach 14–16 września starła się z 21 Dywizją Piechoty Górskiej w rejonie Dachnowa i Oleszyc.
Po zakończeniu agresji na Francję, okupowała Belgię do maja 1941.
W początkowej fazie ataku na Związek Radziecki 45 DP wchodziła w skład XII Korpusu Piechoty Armii „Środek”. Na przełomie czerwca i lipca 1941 poniosła duże straty tocząc walki o twierdzę w Brześciu. Następnie w składzie 2 Armii Pancernej atakowała Pińsk, Homel i Tułę. 
Po ciężkich walkach w grudniu 1941, została zmuszona przez wojska Armii Czerwonej do prowadzenia walk odwrotowych. 12 grudnia część dywizji została okrążona i rozproszona. Na skutek odcięcia dróg zaopatrzeniowych 45 DP znalazła się w bardzo trudnym położeniu. Większość artylerii porzucono z powodu braku koni padających z zimna i głodu.
W sierpniu 1942 dywizja wchodziła w skład LV Korpusu Piechoty 2 Armii, Grupy Armii „B”. Walczyła na południowym odcinku frontu w rejonie Orła i Woroneża. 
W 1943 45 DP toczyła walki w centralnej części frontu, a w lipcu tego poniosła znaczne straty w bitwie pancernej pod Kurskiem. Jesienią 1943 r. dywizja toczyła boje odwrotowe pod Sożem, Briańskiem i Homlem. W czerwcu 1944 weszła w skład XXXV Korpusu Piechoty 9 Armii.
Prowadząc walki odwrotowe 45 DP wraz z GA Środek została w większości zniszczona latem 1944 pod Bobrujskiem. Pozostałości dywizji wycofano z frontu i użyto 18 lipca 1944 jako kadrę dla formującej się na poligonie w Dollersheim 45 Dywizji Grenadierów, którą połączono z 546 Dywizją Grenadierów, będącą dywizją zaporową.
Po przerzuceniu dywizji na terytorium okupowanej Polski przemianowano ją 21 października 1944 na 45 Dywizję Grenadierów Ludowych (Volksgrenadierdivision).
6 sierpnia 1944 r. dywizja wchodząc w skład VIII KA wraz z 1 Dywizją Pancerno-Spadochronowa Hermann Göring została skierowana w rejon Magnuszewa i Studzianek w celu likwidacji przyczółka uchwyconego przez oddziały 8 Gwardyjskiej Armii. Atak miał za zadanie wyprzeć za Wisłę znajdujących się tam nieliczne oddziały 8 Gwardyjskiej Armii. 
Pomimo początkowych sukcesów strony niemieckiej, dowództwo Armii Czerwonej  przeprawiło na przyczółek dodatkowe siły, w tym polską 1 Warszawską Brygadę Pancerną im. Bohaterów Westerplatte i 
3 Dywizję Piechoty dowodzoną przez płk Stanisława Galickiego. Ostatecznie 11 sierpnia ataki 45 DP i pozostałych jednostek niemieckich zostały powstrzymane i zmuszone do wycofania na pozycje wyjściowe. 
Z powodu niskich stanów osobowych 22 września 1944 włączono w skład 45 DGL dodatkowo 1132 Pułk Grenadierów.
12 stycznia 1945, kiedy Armia Czerwona rozpoczęła ofensywę początkowo na odcinku 45 DGL panował spokój. Radzieckie natarcie na odcinku VII korpusu rozpoczęło się 14 stycznia. Walki odwrotowe z przeważającymi siłami Armii Czerwonej spowodowały ruch wojsk 9 Armii i 4 Armii Pancernej na zachód, a następnie okrążenie ich na północ od Końskich. 
Od 12 stycznia 45 DGL cofała się z okolic Magnuszewa drogą na Radom-Opoczno i znalazła się w kotle w okolicach Ruskiego Brodu wraz z ok. 60 000 żołnierzy niemieckich przemieszanych, pochodzących z różnych jednostek 9 i 4 Armii. Ciężkie walki o wydostanie się z kotła trwały od 19 do 21 stycznia, kiedy to udało się wojskom niemieckim przerwać pierścień okrążenia. 
Piechota 45 DGL podobnie jak i innych jednostek, po wydostaniu się z matni kierowała się drogami na Białaczów-Paradyż, a następnie w kierunku Sulejowa, gdzie dotarła 23 stycznia. W kolejnych dniach, po przeprawie przez Pilicę, żołnierze z 45 DGL dołączyli do "Kampfgruppe Nehring" i z nią wycofywali się dalej na zachód.
Po dotarciu do Głogowa niedobitków 45 DGL oraz resztek innych cofających się dywizji i grup bojowych, rozpoczęto formowane z nich batalionów Wehrmachtu. Powstały w sumie 22 bataliony, które trafiły do odtwarzanego systemu obrony Śląska. 20 kwietnia 1945 wokół 130 Pułku Grenadierów (jedynego w pełni sprawnego pułku 45 DGL) stworzono Dywizyjną Grupę Bojową, którą podporządkowano dowódcy Führergrenadierdivision.
45 DGL skapitulowała w maju 1945 w Hradcu Králové w Czechosłowacji.

## Dowódcy dywizji
- gen. por. Friedrich Materna  1 IV 1938 – 1 X 1940;
- gen. mjr Gerhard Körner 25 X 1940 – 27 IV 1941;
- gen. mjr Fritz Schlieper 27 IV 1941 – 27 II 1942;
- gen. por. Fritz Kühlwein 27 II 1942 – 25 IV 1943;
- gen. mjr Hans Freiherr von Falkenstein 25 IV 1943 – 30 XI 1943;
- gen. mjr Joachim Engel 30 XI 1943 – 27 II 1944;
- gen. mjr Gustav Gihr 27 II 1944 – 9 IV 1944;
- gen. mjr Joachim Engel 9 IV 1944 –  VI 1944;
- gen. mjr Richard Daniel 19 VII 1944 – 2 V 1945.

## Struktura organizacyjna
- Struktura organizacyjna w sierpniu 1939:
  - 130 pułk piechoty: miejsce postoju sztabu, I i II batalionu – Czeski Krumlow, III batalionu – Freistadt;
  - 133 pułk piechoty: miejsce postoju sztabu, I, II, III batalionu oraz I rezerwowego batalionu – Linz, II rezerwowego batalionu – Wels;
  - 135 pułk piechoty: miejsce postoju sztabu i I batalionu – Ried, II batalionu – Braunau, III batalionu – Gmunden;
  - 98 pułk artylerii: miejsce postoju sztabu, I i II dywizjonu – Wels, III dywizjonu – Czeski Krumlow;
  - I dywizjon 99 pułku artylerii ciężkiej: miejsce postoju – Linz;
  - 81 batalion pionierów: miejsce postoju – Ottensheim;
  - 45 oddział przeciwpancerny: miejsce postoju – nie został wystawiony;
  - 65 oddział łączności: miejsce postoju – Linz;
- Struktura organizacyjna w styczniu 1940:

130, 133 i 135 pułk piechoty, 98 pułk artylerii, I/99 pułk artylerii ciężkiej, 81 batalion pionierów, 45 oddział rozpoznawczy, 45 oddział przeciwpancerny, 65 oddział łączności, 45 polowy batalion zapasowy; 
- Struktura organizacyjna w maju 1944:

130, 133, 135 pułk grenadierów, 98 pułk artylerii, I/99 pułk artylerii ciężkiej, 81 batalion pionierów, 45 dywizyjny batalion fizylierów, 45 oddział przeciwpancerny, 65 oddział łączności, 45 polowy batalion zapasowy;
- Struktura organizacyjna w lipcu 1944:

130, 133 i 135 pułk grenadierów, 98 pułk artylerii, 81 batalion pionierów, 45 dywizyjny batalion fizylierów, 45 oddział przeciwpancerny, 45 oddział łączności, 98 polowy batalion zapasowy;
- Struktura organizacyjna w marcu 1945:

130, 133 pułk grenadierów i sztab 10 pułku grenadierów, 98 pułk artylerii, 81 batalion pionierów, 45 dywizyjny batalion fizylierów, 45 oddział przeciwpancerny, 45 oddział łączności, 98 polowy batalion zapasowy;